# Nicotinamid
Nicotinamid (auch Niacinamid und Nikotinsäureamid) ist das Amid der Nicotinsäure (Niacin, Vitamin B3). Es besitzt große biochemische Bedeutung als ein wichtiger Bestandteil der Koenzyme NAD+ und NADP+, welche zu einer reversiblen Wasserstoff-Bindung befähigt sind. Dabei wird der Pyridinring reduziert, wobei der Stickstoff seine positive Ladung verliert:
Nicotinamid ist ein Vitamer Niacins.

## Synthese
Nicotinamid wird auf Basis von Acrolein und Ammoniak hergestellt. Diese reagieren zu β-Picolin, welches zu 3-Cyanpyridin (Nicotinsäurenitril) ammonoxidiert wird. Die Hydrolyse davon führt zu Nicotinamid.

## Verwendung
Bei Menschen, die sich hauptsächlich von Hirse oder Mais ernähren, tritt häufig die Hautkrankheit Pellagra auf. Diese Krankheit ist auf unzureichende Zufuhr von Nicotinsäure, Nicotinamid oder deren biochemische Vorstufe L-Tryptophan zurückzuführen. Deshalb wird Nicotinamid als Arzneistoff (Nicobion) eingesetzt.
Nicotinamid wird klinisch zur Prävention oder Therapie in der Onkologie, insbesondere bei nicht-melanotischen Hautkrebsformen, erprobt.
Es bestehen Hinweise auf eine Wirksamkeit gegen multiresistente Keime wie MRSA und Pseudomonas.
Tierversuche an transgenen Mäusen zeigten, dass Nicotinamid den Verlust des Erinnerungsvermögens der Tiere verhindern konnte. Daraus ergibt sich die Möglichkeit, dass es auch eine Rolle bei der Behandlung von Alzheimerpatienten spielen kann. Am Fadenwurm Caenorhabditis elegans konnte durch Nahrungszugabe von Nicotinamid eine 10 % höhere Lebenserwartung beobachtet werden, die die beteiligten Forscher auf erhöhte Bindung freier Radikale und den zugehörigen verringerten oxidativen Stress zurückführten.
In Kosmetikartikeln wie Haar- oder Hautpflegeprodukten soll Nicotinamid eine glättende Wirkung besitzen und Unregelmäßigkeiten der Hautoberfläche neutralisieren. Nicotinamid regt die Synthese von Proteinen, Keratin und Ceramiden in der Haut an. Dies führt zu einem positiven Effekt auf Hauterkrankungen wie Akne und Rosazea und verringert die Hautalterung („Anti-Aging-Effekt“). Früher wurde die Nikotinsäureamid-Kombination Dyspnoced als „Asthma-Pulver“ oder Inhalation zur Vorbeugung und Behandlung von Asthmaanfällen von der Firma Dr. Böwing angeboten.